# Братство (Саратовская область)
Братство — посёлок в Ртищевском районе Саратовской области  России. Входит в состав Урусовского муниципального образования.

## География
Находится в северо-западной части Саратовского Правобережья, в пределах Окско-Донской равнины, в лесостепной зоне, на расстоянии примерно 5 километров (по прямой) на запад-северо-запад от города Ртищево, районного центра.

### Климат
Климат характеризуется как умеренно континентальный с холодной малоснежной зимой и сухим жарким летом. Среднегодовая температура воздуха — 4,4 °C. Средняя многолетняя температура самого холодного месяца (января) составляет −11,7 °С (абсолютный минимум — −43 °С), температура самого тёплого (июля) — 20 — 22 °С (абсолютный максимум — 40 °С). Средняя продолжительность безморозного периода 145—155 дней. Среднегодовое количество атмосферных осадков — 550 мм, из которых 225—325 мм выпадает в период с апреля по октябрь. Снежный покров держится в среднем 130—135 дней в году.

## История
Официальная дата основания 1931 год . По другим данным основан в 1928 году. Входил в состав совхоза «Выдвиженец».

## Население
| 2010 |
| ---- |
| 10   |

### Национальный состав
Согласно результатам переписи 2002 года, в национальной структуре населения русские составляли 100 % из 17 чел..

## Инфраструктура
Основа экономики —  сельское хозяйство.

## Транспорт
Посёлок доступен автотранспортом. В пешей доступности железнодорожная платформа 658 км  Мичуринского региона Юго-Восточной железной дороги.